# V533 Herculis
La V533 Herculis es el nombre que los astrónomos dieron a la nova aparecida en la constelación de Hércules en el año 1963. Ésta alcanzó un brillo de magnitud 3.
La nova fue descubierta por el astrónomo aficionado sueco Elis Dahlgren el 6 de febrero de 1963, e independientemente por un aficionado estadounidense, Leslie Peltier, el 7 de febrero de 1963. Ambos informaron de que se trataba de una estrella de 4.ª magnitud. El examen posterior de las imágenes previas al descubrimiento, tomadas por el grupo de seguimiento por satélite Baker-Nunn en el Observatorio de Tokio, mostró que la estrella había comenzado su evento nova a las 18:36 UT del 26 de enero de 1963, cuando tenía una magnitud de 8. Había alcanzado su brillo máximo, magnitud 3, a las 17:38 UT del 30 de enero de 1968.
Todas las novas son estrellas binarias, en las que una estrella "donante" transfiere materia a una enana blanca. En el caso de V533 Herculis, el período orbital de la pareja es de 3,43 horas. Thorstensen y Taylor analizaron los espectros de la estrella en estado de reposo y concluyeron que se trata de una variable SW Sextantis no eclipsante, lo que implica que la estrella donante es una enana roja. Knigge obtuvo una masa de 0,225 M⊙ y un radio de 0,333 R⊙ para la estrella donante.

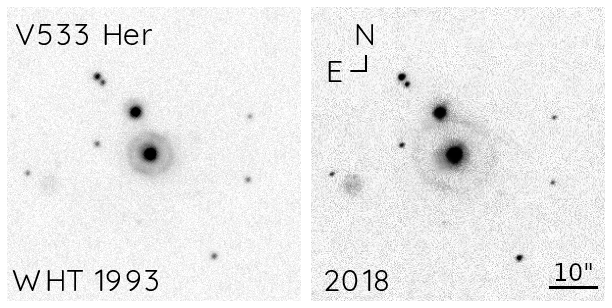
Dos imágenes de la envoltura que rodea V533 Herculis tomadas con 25 años de diferencia, que muestran la expansión de la nebulosa. Ambas fueron tomadas con filtros Hα, a la izquierda en el telescopio William Herschel, y a la derecha con el telescopio Óptico Nórdico.

Las imágenes de V533 Herculis tomadas con el telescopio espacial Hubble muestran una tenue capa (nebulosa) aproximadamente circular con un diámetro de 10±1,4 segundos de arco, que rodea a la estrella. La capa se expande a 850±150 km/s. Santamaría et al. obtuvieron resultados similares comparando imágenes de la capa tomadas en 1993 y 2018. Descubrieron que en 2018 la capa ligeramente elíptica tenía ejes mayor y menor de 16,8×15,2 segundos de arco, y se estaba expandiendo a una velocidad de 0,152×0,139 segundos de arco por año, lo que implica una velocidad de expansión física de 850×770 km/s.

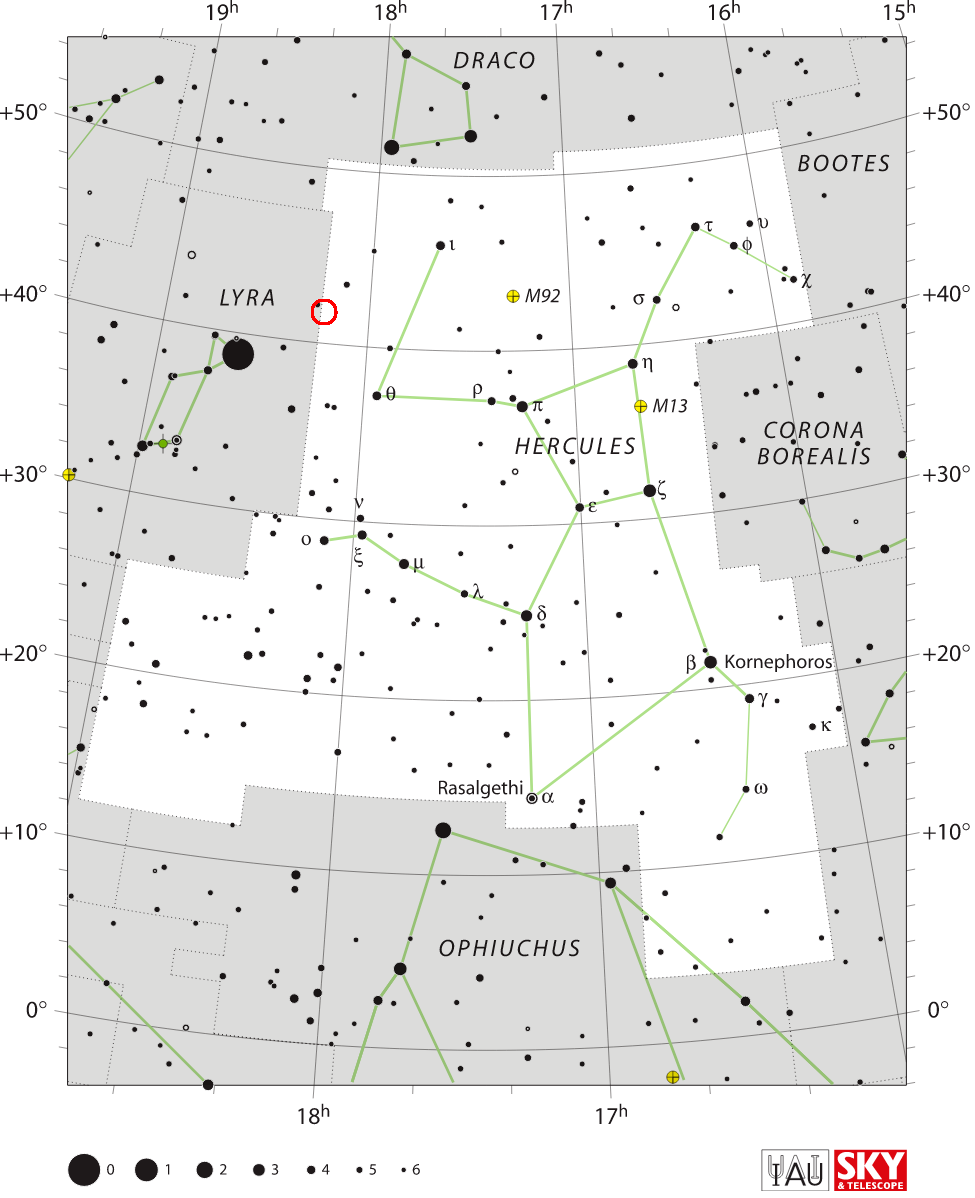
Localización de V533 Herculis (en rojo)